# Alberto Morais
Alberto Morais Foruria (Valladolid, 26 marzo 1976) è un regista e sceneggiatore spagnolo.
Il suo film Las olas nel 2011 ha vinto il Giorgio d'Oro al Festival cinematografico internazionale di Mosca.

## Filmografia

### Regista
- A CAMPO TRAVIESA - cortometraggio (2003)
- Un lugar en el cine - documentario (2008)

- Las olas (2011)
- Los chicos del puerto (2013)
- La madre (2016)

### Produttore
- La Última Cena (La última cena), regia di Andrea Jaurrieta, Toni Agustí e María Sánchez Torregrosa (2020)